# Xã Delhi, Quận Golden Valley, Bắc Dakota
Xã Delhi (tiếng Anh: Delhi Township) là một xã thuộc quận Golden Valley, tiểu bang Bắc Dakota, Hoa Kỳ. Năm 2010, dân số của xã này là 29 người.